# Zewnątrzkomórkowe sieci neutrofilowe

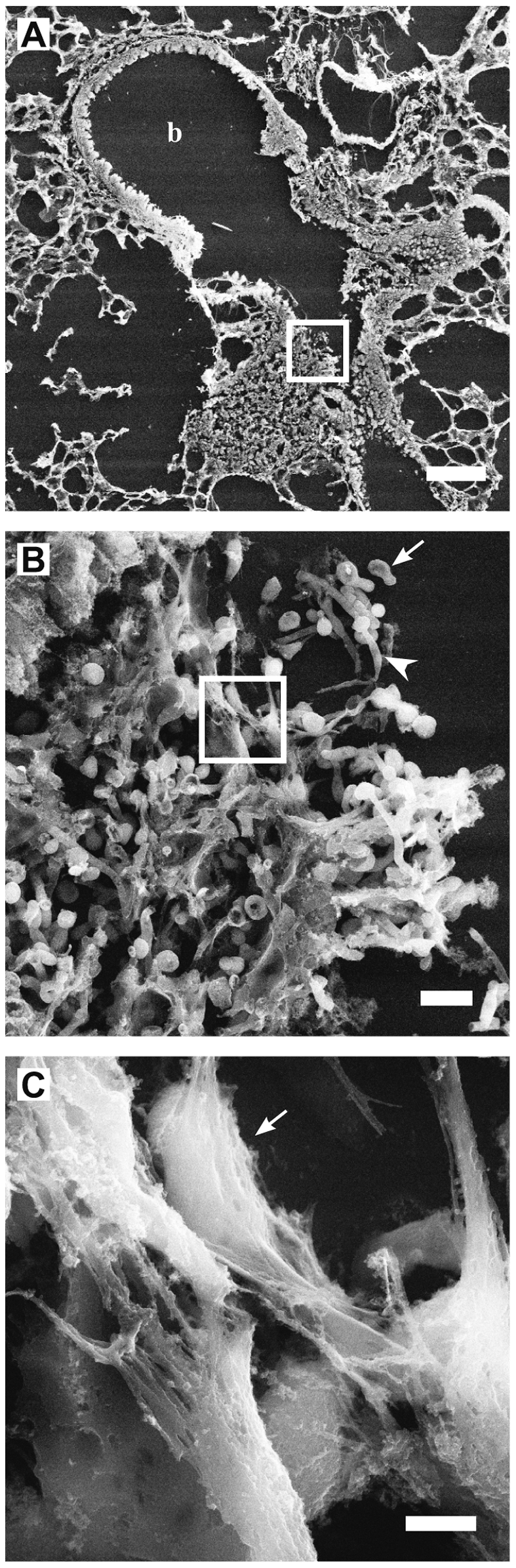
Zdjęcie z elektronowego mikroskopu skanningowego.
Grzybicze komórki Candida albicans w zewnątrzkomórkowej sieci neutrofilowej, w płucu myszy. Więcej informacji po kliknięciu w zdjęcie.

Neutrofilowe sieci zewnątrzkomórkowe (ang. Neutrophil extracellular traps, NET) − sieci włókien pozakomórkowych, złożone głównie z chromatyny i proteaz serynowych uwalnianych z neutrofili, które wiążą drobnoustroje chorobotwórcze. Neutrofile są pierwszą linią obrony układu odpornościowego przed infekcją. Ich działanie polega przede wszystkim na niszczeniu atakujących organizm patogenów przez dwa mechanizmy: fagocytozę i degranulację ziarnistości wewnątrzkomórkowych, zawierających cząsteczki zabójcze dla patogenów.
Neutrofilowe sieci zewnątrzkomórkowe zostały po raz pierwszy wykryte w 2004 r. Ten mechanizm obrony pozwala neutrofilom niszczyć drobnoustroje chorobotwórcze pozakomórkowo, minimalizując przy tym uszkodzenia komórek organizmu.
Działanie NET może wytwarzać fizyczną barierę, która zapobiega dalszemu rozprzestrzenianiu się patogenów. „Uwięzienie” bakterii może odgrywać szczególnie ważną rolę w posocznicy, gdzie neutrofilowe sieci zewnątrzkomórkowe powstają w naczyniach krwionośnych.
Nie ulega wątpliwości, że neutrofilowe sieci zewnątrzkomórkowe mają istotne znaczenie w walce z zakażeniami.
Wynika to z badań: te myszy których neutrofile niezdolne są do tworzenia neutrofilowych  sieci  zewnątrzkomórkowych są bardziej podatne na infekcje bakteryjne,  u ludzi, których  neutrofile nie tworzą NET dochodzi do zagrażających życiu i nawracających infekcji, m.in. grzybiczych.
Dalsze badania wykazały, że zewnątrzkomórkowe sieci neutrofilowe również mogą być podłożem powstawania procesów chorobowych takich jak: 
procesy autoimmunologiczne (np. toczeń rumieniowaty układowy), zmiany zapalne (np. reumatoidalne zapalenie stawów), sepsa i zakrzepica.

## Budowa neutrofilowych sieci zewnątrzkomórkowych
Po wykonaniu badań za pomocą skaningowego mikroskopu elektronowego wysokiej rozdzielczości wykazano, że NET to 
struktury przestrzenne zbudowane z włókien chromatyny wraz z histonami i białkami z ziarnistości granulocytów, które
składają się z odcinków DNA i globularnych domen białkowych o średnicach odpowiednio 15-17 nm i 25 nm. Ulegają one agregacji w dużo większe struktury o średnicy 50 nm. Stwierdzono także, że w naczyniach krwionośnych mogą powstawać znacznie większe struktury, rozmiarami sięgające setki nanometrów długości i szerokości.
Analiza immunofluorescencyjna potwierdziła, że NET zawierają białka z ziarnistości granulocytów, takie jak: elastaza neutrofilowa, katepsyna G, mieloperoksydaza, laktoferyna, żelatynaza oraz z cytoplazmy. Jednakże CD63, aktyna, tubulina i różne inne białka cytoplazmatyczne nie występują w NET.

## Proces tworzenia neutrofilowych sieci zewnątrzkomórkowych
Proces tworzenia przez aktywowane neutrofile neutrofilowych sieci zewnątrzkomórkowych nazwano NETosis. 
Jest to wielostopniowy proces, który może finalnie przybierać formę:
- suicidal NETosis, po polsku lityczne NETosis
- vital NETosis, po polsku przyżyciowe NETosis

Główne składniki obu procesów są te same, ale występują istotne różnice jeśli chodzi o wywołujące bodźce, sekwencję czasową i ostateczny rezultat.
Suicidal NETosis po raz pierwszy opisane 2007, kiedy stwierdzono, że tworzenie neutrofilowych sieci zewnątrzkomórkowych powoduje śmierć neutrofila na innej drodze niż apoptoza czy martwica. Dochodzi wtedy do przerwania błony komórkowej i uwolnienia NETa do przestrzeni pozakomórkowej.
Przyżyciowe NETosis może wystąpić w wyniku aktywacji przez bakteryjny lipopolisacharyd (LPS), inne cząsteczki pochodzenia bakteryjnego, płytki krwi aktywowane przez TLR4 lub składniki dopełniacza w łącznie z ligandami TLR2. Pęcherzyk wypełniony DNA tworzy się i ulega egzocytozie bez uszkodzenia błony komórkowej i śmierci neutrofila. Nawet po przyżyciowej NETozie neutrofile są zdolne do fagocytozy i niszczenia drobnoustrojów, wskazując na szeroki zakres możliwości neutrofili w obronie organizmu przed infekcją.

## Sieci zewnątrzkomórkowe innych leukocytów
Nie tylko neutrofile posiadają zdolność wytwarzania sieci zewnątrzkomórkowych, oprócz nich stwierdzono występowania:
- eozynofilowe sieci zewnątrzkomórkowe (EET, od eosinophil extracellular traps)[9]
- bazofilowe/mastocytowe sieci zewnątrzkomórkowe[10][11]
- monocytowe/makrofagowe sieci zewnątrzkomórkowe[12][13]

## Szkodliwy wpływ NET
Zewnątrzkomórkowe sieci neutrofilowe mogą mieć również szkodliwy wpływ na organizm, ponieważ obecność kompleksów histonowych na zewnątrz komórek może odgrywać rolę w powstawaniu niektórych chorób autoimmunologicznych, takich jak na przykład toczeń rumieniowaty układowy. Mają również wpływ na choroby zapalne, ponieważ obecność zewnątrzkomórkowych sieci neutrofilowych stwierdza się w stanie przedrzucawkowym, związanym z ciążą zaburzeniem zapalnym, w którym neutrofile są aktywowane. NET opisano również w błonie śluzowej jelita grubego pacjentów z wrzodziejącym zapaleniem jelita grubego.
Wykazano, że NET przyczyniają się do rozwoju patogenezy HIV / SIV.
NET mogą odgrywać ważną rolę w patogenezie zaburzeń zakaźnych, zapalnych i zakrzepowych.